# Леско, Марина
Мари́на Леско́ — независимая журналистка, медиаидеолог, публицист, редактор и колумнист. Профессиональные псевдонимы: М.Леско, Маша Иванова, Мария Иванова, Марина Иванова, Алевтина Толкунова. Была колумнистом журнала «Компания», ведёт рубрику в еженедельнике Михаила Леонтьева «Однако». В коллекциях эпиграфов изречения Леско помещены между афоризмами Достоевского и Голсуорси. Её публикации в журналах «Огонёк» и «Профиль» тиражировались на интернет-ресурсах. Считает, что гламурные персонажи, в отличие от политических, привлекают своей искренностью.

## Работа
| Название издания          | Деятельность в издании (и должность)       | Период    |
| ------------------------- | ------------------------------------------ | --------- |
| «Новый Взгляд»            | Разработка концепции и макета              | 1992—1995 |
| «Музыкальная правда»      | Брендирование (руководитель проекта)       | 1995—1998 |
| «Моя газета»              | Брендирование (руководитель проекта)       | 1995—1997 |
| «Социалистическая Россия» | Брендирование                              | 1997—1998 |
| «Московская комсомолка»   | Брендирование                              | 1999—2001 |
| «Карьера»                 | Рестайлинг                                 | 2003—2004 |
| Fly&Drive                 | Оперативное руководство (главный редактор) | 2005      |
| Travel+Leisure            | Оперативное руководство (главный редактор) | 2005      |
| Moulin Rouge              | Ребрендинг (шеф-редактор)                  | 2006—2008 |
| «Крестьянка»              | Репозиционирование, ребрендинг             | 2008—2009 |

«Признанный представитель гламурной журналистики» утверждает, что:
Торжество разума в том и состоит, чтобы уживаться с людьми, не имеющими его
В своих телевизионных выступлениях генерировала экстравагантную терминологию: «нетрадиционная интеллектуальная ориентация». Известна неординарными характеристиками.
Например, в эфире «К барьеру!» медиаидеолог, будучи приглашённым арбитром ТВ-дуэли Жириновский-Урнов, заявляла:

Разбираться в проблемах малых народов такое же неблагодарное занятие, как копаться в чужой семейной жизни. Постольку, поскольку с одной стороны есть мужья, которые хотят иметь своих жён и всех соседских, с другой стороны, есть жёны, которые не хотят, чтобы их вообще кто-либо имел.

Колумнист еженедельной газеты «Музыкальная правда».

### «Новый Взгляд»
Стояла у истоков одного из первых частных еженедельников «Новый Взгляд». Разработала макет и концепцию издания. В качестве публициста дебютировал на страницах именно этого проекта «отец советского рок-н-ролла» Александр Градский, который, как правило, выступает на страницах печати и ТВ-экранах в основном как собеседник журналистов. Газета была популярна среди ньюсмейкеров того времени. Иван Демидов узнал об Отаре Кушанашвили. А влиятельные бизнесмены находили друг друга: вот что писал в своей книге «первый советский миллионер» Артём Тарасов: 
С Кирсаном Илюмжиновым я давно хотел встретиться. Читал о нём в газете «Новый взгляд», которую выпускал Евгений Додолев,
«Новый Взгляд» также познакомил широкую публику с неизвестными до этого маргинальными авторами, такими как Валерия Новодворская и Ярослав Могутин. Карьерному росту последнего Леско всячески пособствовала. Из романа Эдуарда Лимонова «В плену у мертвецов»:
В «Новом Взгляде» собралась сверхпёстрая компания экстремистов всех сортов: от Могутина до Жириновского. Я опубликовал в «Новом Взгляде» с полдюжины отличных вещей, среди них очерк «Псы войны», так что вспоминаю газету с удовольствием. В ту эпоху в ней присутствовала жизнь. В венах газеты текла кровь…

### «Московская комсомолка»
Первый номер вышел в сентябре 1999 года, до того как издание «Московская комсомолка» было зарегистрировано официально. Предположения коллег, что новый проект обогнал по тиражу своего конкурента мужского пола «МК» не имеют под собой оснований: тираж не превышал 25000 экземпляров. По рекомендации Валентина Юмашева для работы над намечавшимся ребрендингом «Новых Известий» олигарх пригласил Евгения Додолева, который в качестве своего заместителя привлёк к сотрудничеству Диму Быкова.
Дебют генерировал ряд необоснованных слухов, что типично для медианачинаний Березовского. После декларации президентом Ельциным о сложении своих полномочий накануне 2000 года «Московская комсомолка» ','«как и большинство кратковременных СМИ, выпускаемых на деньги Березовского, канула в небытие».

### Fly&Drive и Travel+Leisure
В 2005 году возглавляла журналы для путешественников: русскоязычную версию Travel+Leisure (лицензия компании American Express) и аналогичный отечественный продукт Fly&Drive. Пригласила к работе над изданиями известных авторов (Диму Быкова, Кирилла Разлогова, etc.) и знаменитых фотографов (Владимира Клавихо, Александра Тягны-Рядно, etc.). Тиражи обоих журналов существенно выросли.

### «Карьера»
В январе 2003 года шеф-редактор ИДР Александр Перов пригласил на пост главного редактора ежемесячника «Карьера» Евгения Додолева. К работе над ребрендингом главный редактор привлёк Дмитрия Быкова и Никиту Кириченко. Концепцию рестайлинга разработала Марина Леско.
Три года подряд журнал становился победителем конкурса «Обложка года».
Помимо традиционных рейтингов учебных заведений и профессий, читателей привлекали журналистские эксперименты, такие как рейтинг женихов или рейтинг неудачников. Редакция уделяла внимание не только проблемам бизнес-образования, но и в популярной форме анализировала такие проблемы как служебный роман, гендерная дискриминация, современный феминизм. В своих материалах М.Леско рассказывала про Стэнфордский тюремный эксперимент и объясняла, кто такой Отто Вейнингер. Журналу давали интервью политические и общественные деятели, известные своей недоступностью для прессы, которых интервьюировала сама Марина (Михаил Лесин и др.)

### Мouiln Rouge

#### Ребрендинг
Весной 2006 года журнал Moulin Rouge «Издательского дома Родионова» («ИДР») было решено подвергнуть ребрендингу. Леско репозиционировала издание как «политический глянец», привлекла к работе над ним политических обозревателей, политологов и просто политиков (в обрамлении смелых фотосессий стилистки «ню» публиковались «серьёзные труды» Михаила Леонтьева и Гейдара Джемаля).

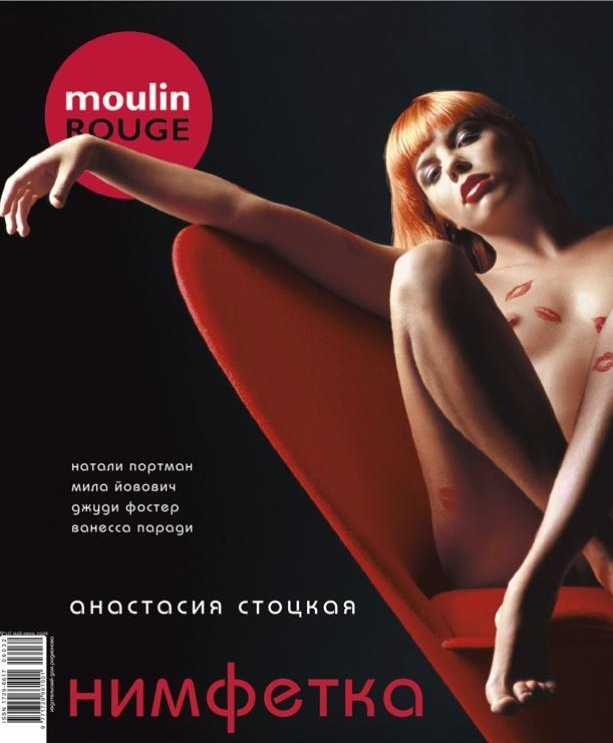
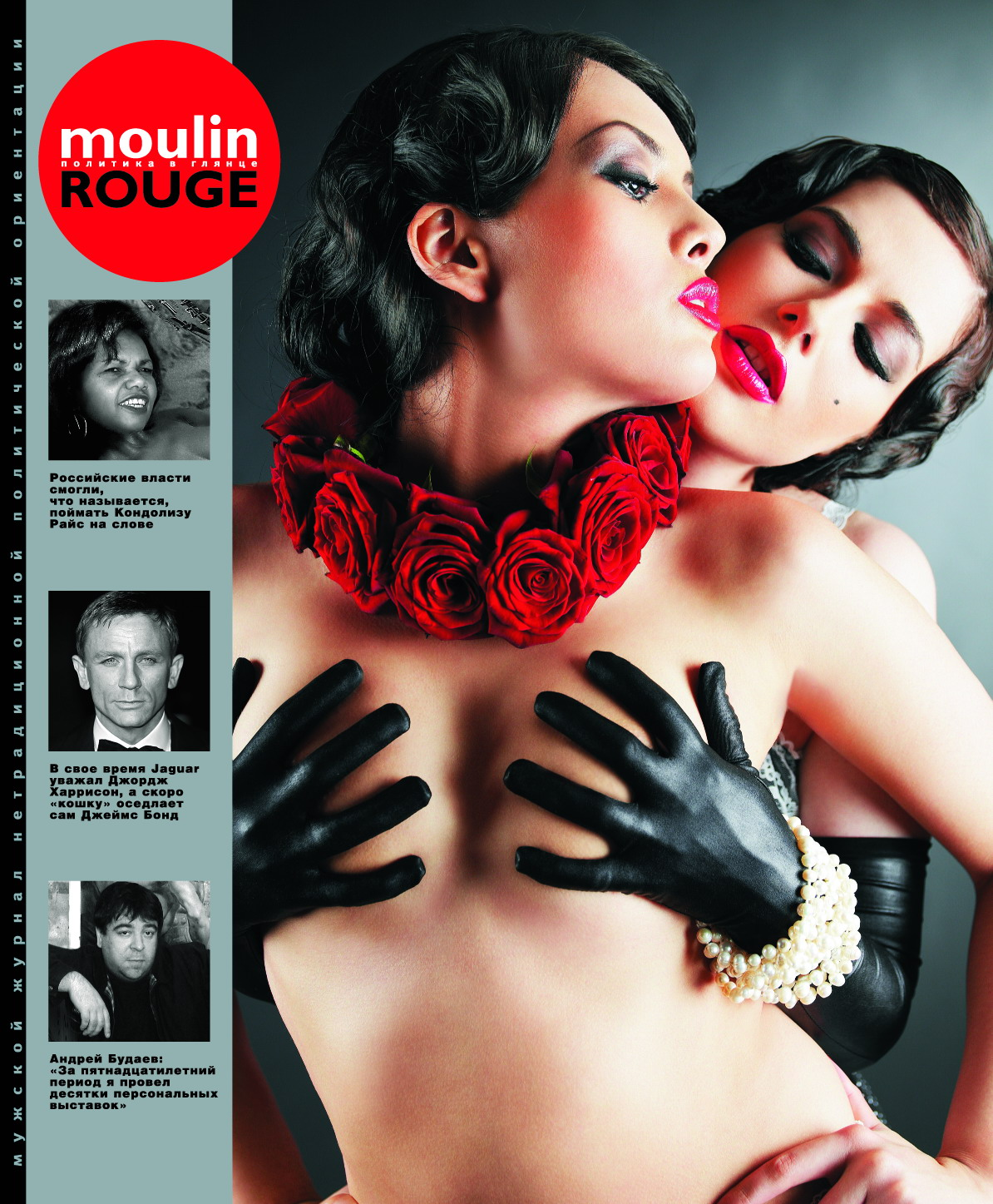
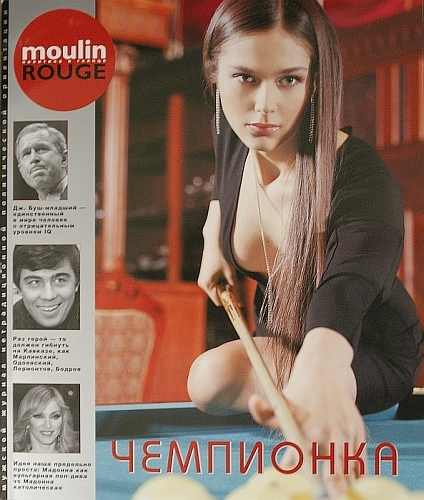
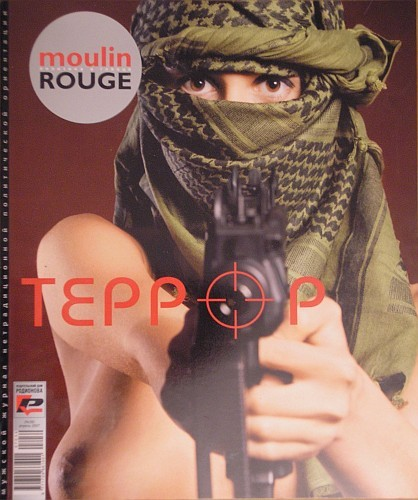

Иллюстрировали новый Moulin Rouge креативный директор Дмитрий Мишенин (которого М.Леско пригласила из Санкт-Петербурга) и сетевой художник Катя Заштопик. Концепция Мариной изложена была не без экстравагантности:

Поскольку эротика является базовой составляющей мужской экзистенции, осмысленно было бы строить подачу материалов на контрасте между контентом и формой: иллюстрировать обнаженной натурой серьёзные тексты. Условно говоря, ничто не мешает украшать годовой финансовый отчёт раздетыми девушками: и глаз радует и информация поступает. Точное соответствие иллюстративного ряда содержанию материала не более чем традиция, с которой легко можно расстаться. Тем более, что эпоха, в которую мы живем является эпохой эклектики.

#### Евразийский медиафорум
На VI Евразийском медиафоруме М.Леско презентовала Moulin Rouge № 4 и посвятила свой доклад таким медиаявлениям, как мифологизация и пинапизация. Российский медиаидеолог определила гламур как «что-то реальное плюс преувеличение или приукрашивание реальности». По её мнению, гламур «говорит нам, как жить и как быть любимыми». Журналисты должны делать подобное вступление перед изложением фактов и освещением реальности, заявила она, поскольку «факты неинформативны». Самые ожесточённые дебаты форума развернулись именно во время её доклада и дискуссии на тему «Гламуризация в контексте глобализации». Медиаидеолог сравнила события 11 сентября 2001 года с перфектной постановкой, шикарно поставленным реалити-шоу:
Если мы говорим о гламуризации как об эстетике, а о глобализации как о максимальной аудитории, то по сути дела гламуризация состоялась 11 сентября 2001 года, когда весь мир увидел шикарно поставленное реалити-шоу, которое было срежиссировано по всем законам драматического жанра... И это был, с одной стороны, гламур, с другой стороны - реалити-шоу, а с третьей – глобальная программа, которая на какой-то момент, объединила весь мир в едином порыве
Контраргументы привела Ксения Собчак:
Говорить по поводу перфектной постановки, когда погибли тысячи людей, мне кажется просто недопустимо. Конечно, с тем, что это было грамотно использовано Соединенными Штатами Америки, я согласна.
О журнале много говорили. Но поскольку коммерчески проект так и не состоялся, было принято решение о санации издания.
Леско предложила свою трактовку финала этого эксперимента для «новых умных»:

На сегодняшний день Moulin Rouge очевидным образом обогнал своё время. И оно плетётся позади, как пыль, вылетающая из-под колёс стремительно рвущегося вперёд спортивного автомобиля. Поэтому настал момент притормозить и дать возможность аудитории осмелеть, поумнеть и повеселеть.

### «Крестьянка»
В 2008 году М.Леско в качестве фрилансера пригласили для ребрендинга ИД «Крестьянка», структурно входящего в «ИДР» с 2005 года.
Марина пригласила бывшую команду российского FHM во главе с шеф-редактором Анной Перовой. Авторами журнала стали Александр Дугин, Гейдар Джемаль, Тьери Мейссан (фр. Thierry Meyssan). Ну и, конечно, снова Дмитрия Быкова. Супруга последнего, писательница Ирина Лукьянова редактировала приложение «Пятнашки». Этот тандем Леско презентовала на страницах издания.
Непривычные для издания публикации (например, материалы Дугина о такой фигуре, как Владислав Сурков) вызвали оживлённую реакцию аудитории. Существенно выросли розничные продажи, стабилизировалась подписка. Рейтинг «Крестьянки» вырос, вместе с ним значительно выросли продажи рекламных площадей, что в контексте финансового кризиса, обрушившего на 40 % среднеотраслевые показатели, можно считать своего рода рекордом.
Эксперты отмечали, что «Крестьянка» образца 2008 года:

женское издание с подзаголовком «Журнал о вкусной и здоровой жизни», в котором публикуют текст Александра Дугина аккурат между классификацией женщин-вамп и биографией Сесилии Саркози. Особенно удачная находка редакции — заметки Марины Леско перед более крупными текстами, объясняющие, о чём вам сейчас расскажут.

В 2010 году макет журнала и его концепция претерпели существенные изменения, хотя слоган Марины Леско — «Журнал для чтения о вкусной и здоровой жизни» — остался базовым элементом позиционирования «Крестьянки».

## Концептуальное[что?]
- Ербол Жумагулов отмечал тезис Марины Леско в отношении роли личности в формировании СМИ-пространства, цитируя медиаидеолога[52]:

Факты — это кубики, из которых каждый из нас конструирует свою реальность.

- Разработала ряд гипотез, среди которых: сексистская «Теория грибницы», современная трактовка термина «переходные половые формы» и концепция «издание для новых умных». Теория изначально была заключена в формулу «мужчина = всего лишь побочный продукт женского организма», которая тиражировалась в публикациях («Вечерний клуб», «Московский комсомолец», «Новый Взгляд»). Позднее Леско резюмировала[53]:

Представительницы слабого пола, по меткому выражению философа Гейдара Джемаля, образуют между собой «грибницу». Они сами производят потомство и рождены существом своего пола. Женщина — звено в бесконечной цепи. Мужчина штучен, конечен и одинок… Поэтому такие известные мужи, как Ницше и Шопенгауэр, отмечали, что женщине от мужчины нужна только беременность, а вовсе не он сам… Кстати, многие представители сильного пола воспринимают женское вожделение не как любовь, а как нечто низменное, «скользкое и подземное», а потому женятся на холоднокровных дамах — такая с меньшей вероятностью побежит совокупляться с соседом.
И по сей день существуют этнические культуры, в которых девочкам удаляют клитор, чтобы они никогда не испытывали наслаждения от эротики… У мужчины же эротическое чувство в любом случае пропадает по мере роста уважения к спутнице (как тут не вспомнить очаровательную фразу из фильма «Анализируй это»: «Этим ртом она целует моих детей!»), и жена как ни крути в конце концов всё равно становится матерью своему мужу.

- Активно популяризировала Second Life[54][55]. Будучи модератором (совместно с ТВ-ведущим Максимом Шевченко) проекта «Астана в виртуальном пространстве Second Life» сформулировала понятие «копирайта личности»:

Обсуждавшаяся проблема формулировалась следующим образом: «Интернет даёт возможность не только самовыражаться анонимно, но и свободно действовать, выступая под чужим именем, что порождает угрозу произвольного использования личных образов. Репутация, даже сама биография социально значимого персонажа, которые, возможно, являются его основным „капиталом“, оказываются беззащитными. Как отличить настоящее от подложного? Как эффективно защитить право на интеллектуальную собственность и личность в глобальной сети?»

## Телевидение
- Автор ряда документальных фильмов для канала «Кто есть кто», два из которых («Фотоальбом Евгения Додолева» и «Фотоальбом Павла Гусева») отмечены премией Союза журналистов в 2009 году: на I Всероссийском кинофестивале «Профессия — журналист» и телеканал «Кто есть Кто» был удостоен специального приза Союза журналистов России «За создание портретной галереи деятелей отечественной журналистики»[57][58][59].
- Режиссёр документального фильма «Рассказы об отце. Юлиан Семенов глазами дочери» (ТВ-канал «Культура», 2011)[60].

## Книги
- В предисловии книги «Казус Рудинштейна, или Последняя ошибка продюсера» (М.: Олма-медиа групп, 2014. — 368 с. — ISBN 978-5-373-06772-0) указано: «Эта книга в значительной мере написана медиа-идеологом Мариной Леско, которая, тем не менее, будучи с одной стороны— профессиональным мистификатором, а с другой — доброй приятельницей героя повествования — пожелала остаться как бы в тени. И делегировала свои тезисы + абзацы условному автору».
- Соавтор книги «Анатолий Кучерена. Адвокат и бренд» (2020, ISBN 978-5-00-512624-5).